# Gozimba
Gozimba ist eine angetriebene Stahlachterbahn im niedersächsischen Serengeti-Park in Hodenhagen, die von der Schweizerischen Ride Engineers Switzerland hergestellt wurde. Es handelt sich um einen Prototyp. Gozimba ist ähnlich wie die Sky-Serie von Gerstlauer Amusement Rides eine interaktive Achterbahn, bei der die Insassen selbst entscheiden können, ob sie Überschläge machen. Gozimba hat eine Höhe von 25 m, in der 400 m langen Strecke erreicht der Zug 40 km/h. Aus Sicherheitsgründen wird die Überschlags-Funktion bei Kindern verriegelt, um eine sichere Fahrt zu gewährleisten. Die Mindestgröße ist 1,60 m.

## Geschichte und Aufbau
Ursprünglich sollte die Achterbahn im Sommer 2022 eröffnen, dies wurde jedoch auf Sommer 2023 verschoben. Grund dafür waren die Lieferschwierigkeiten von Elektroteilen. Mitte März 2023 wurden die ersten Fundament-Arbeiten durchgeführt, einen Monat später hatte man die ersten Stützen und Schienen montiert. Installiert wurde Gozimba von RCS. Aufgrund weiterer Lieferschwierigkeiten an der Anlage wurde am 22. August 2023 angekündigt, dass man die Eröffnung auf 2024 verschiebe. Im August 2024 machte Gozimba erste Testfahrten, im September fuhr die Bahn mit 2/3 der vollen Geschwindigkeit. Geplant war nun, die Bahn am 5. April 2025 zu eröffnen, sie ist aber weiterhin nicht eröffnet worden. Geplant ist nun, die Bahn im Laufe der 2025er Saison zu eröffnen.

## Technik
Da Gozimba vom Typ auch ein "Powered Coaster" ist, wird diese nicht nur durch Elektromotoren angetrieben. Unterm Antrieb sind Keilriemen die diesen Zug antreibt. Zudem wird der Ein- und Ausstieg durch ein Verschiebegleis, in dem der Zug zur Seite gefahren wird. Auch hat der Zug ein Gewicht von 19 Tonnen und ist somit der schwerste Zug in der Achterbahn-Industrie.

### Zug
Der Zug besteht aus 18 einzelnen Sitzen, wo sich der Fahrgast entscheiden kann ob er Überschläge veranstaltet oder nicht. Die Sitze sind mit Flügelträger ausgestattet in dem mit Hilfe eines Elektromotor ein Überschlag bewältigt werden kann.